# Bukowno (województwo zachodniopomorskie)
Bukowno (niem. Richardshof) – kolonia w Polsce, położona w województwie zachodniopomorskim, w powiecie choszczeńskim, w gminie Krzęcin.
W latach 1975–1998 kolonia administracyjnie należała do województwa gorzowskiego.